# 삼가차량사업소
삼가차량사업소(三街車輛事業所)는 경기도 용인시 처인구 삼가동에 있는 용인에버라인경전철의 차량기지이다. 차량기지 동쪽에 삼가역이 있으며 연결 선로가 있다. 심야에 30편성이 주박한다.
용인미르스타디움과 서용인 나들목 중간에 있다.

## 업무
주요 업무는 용인에버라인경전철 열차의 경.중검수 및 내부 관리를 담당하고 있다.